# Ala al-Aswani

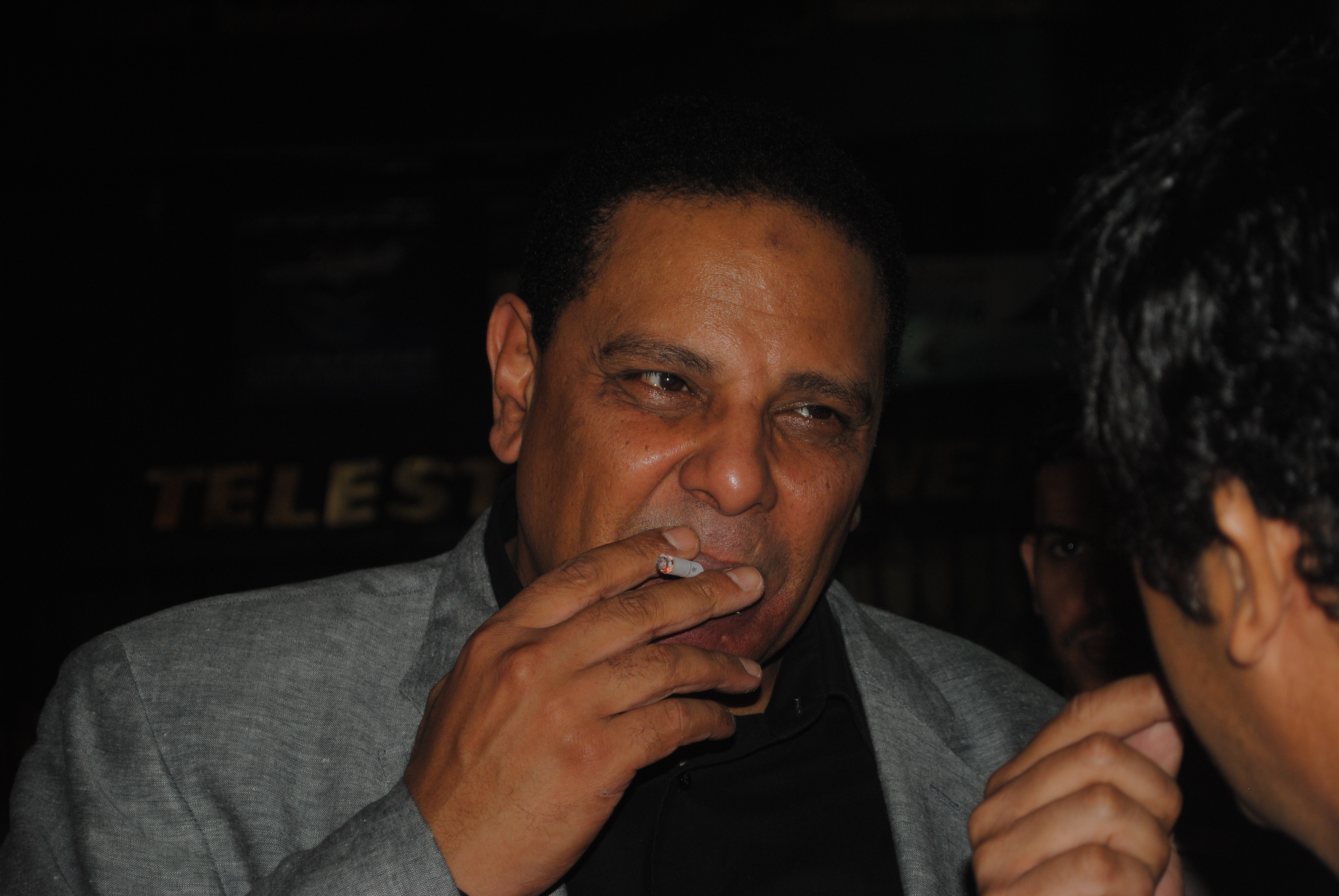
Ala al-Aswani

ʿAla' al-Aswani (arabisch علاء الأسواني, DMG ʿAlāʾ al-Aswānī, vom Verlag verwendete Transkription Alaa al-Aswani; * 26. Mai 1957 in Kairo) ist ein ägyptischer Schriftsteller und Zahnarzt.

## Leben
Nach dem Studium der Zahnmedizin in Kairo und Chicago arbeitete er als Zahnarzt in Kairo. 1985 ging Aswani für drei Jahre zur beruflichen Weiterbildung in die USA.
Im Jahre 2002 veröffentlichte er den Roman ʿImarat Yaʿqubian, der schnell zum Bestseller in der arabischen Welt wurde und ins Englische (2004), Französische (2006) und Deutsche (2007) übersetzt wurde. In diesem Roman zeichnet Aswani ein Bild der ägyptischen Gesellschaft, indem er fiktive Bewohner des Yaʿqubian-Gebäudes in Kairo porträtiert. Er berührt dabei viele Tabus der ägyptischen Gesellschaft wie korrupte Politik, geheuchelte Sexualmoral, alltägliche Gewalt, Homosexualität und Klassenschranken.
Im Jahre 2005 wurde der Roman ʿImarat Yaʿqubian mit Adel Imam verfilmt (The Yacoubian Building). Der Film war die bisher teuerste ägyptische Filmproduktion.
Al-Aswani ist Wortführer der ägyptischen Oppositionsbewegung Kifaya (Ägyptisch-Arabisch: „Es ist genug“) und er schreibt Zeitungsartikel im In- und Ausland. Im Jahre 2006 schrieb er den Roman (ar.: riwayah) Shikaju, in dem er Husni Mubarak scharf kritisiert. Er lancierte 2010 auf Facebook eine Kampagne zur Unterstützung des ägyptischen Präsidentschaftskandidaten Mohammed el-Baradei. 2015 legte er in der Romanfabrik in Frankfurt am Main nochmals seine Haltung zu den ägyptischen Diktatoren der letzten Jahre dar. 2021 erschien sein Roman Die Republik der Träumer über den Arabischen Frühling in Kairo.
Al-Aswani lebt in New York.

## Preise und Auszeichnungen
- 2007 Bruno-Kreisky-Preis für das politische Buch (Hauptpreis)[6] für das Buch Der Jakubijan-Bau
- 2008 den erstmals verliehenen Coburger Rückert-Preis
- 2012: Johann-Philipp-Palm-Preis für Presse- und Meinungsfreiheit.

## Werke

### Romane
- ʿImārat Yaʿqūbiyān. Kairo: Maktaba Madbūly, 2002.
  - Der Jakubijân-Bau. Roman aus Ägypten. Aus dem Arabischen von Hartmut Fähndrich. Lenos Verlag, Basel 2007. ISBN 978-3-85787-723-0.
- Šīkaǧū. Kairo 2006
  - Chicago. Roman. Lenos Verlag, Basel 2008. ISBN 978-3-85787-388-1.
- Nādī s-sayyārāt. Kairo 2013
  - Der Automobilclub von Kairo, Roman. Aus dem Arabischen von Hartmut Fähndrich. S. Fischer Verlag, Frankfurt am Main 2015. ISBN 978-3-10-000555-7.
- Die Republik der Träumer, Roman. Aus dem Arabischen von Markus Lemke. Hanser Verlag, München 2021. ISBN 978-3-446-26749-7.

### Erzählungen und Essays
- Nīrān ṣadīqa. Kairo 2004.
  - Ich wollt', ich würd' Ägypter. Erzählungen. Aus dem Arabischen von Hartmut Fähndrich. Basel: Lenos Verlag, 2009. ISBN 978-3-85787-404-8.[7]
- Misr 'ala dikka al-ihtiyati. Kairo 2011. 
  - Im Land Ägypten: Am Vorabend der Revolution. Essays. Aus dem Arabischen von Hartmut Fähndrich. S. Fischer Verlag, Frankfurt am Main 2011. ISBN 978-3-596-19409-4.
- Wer kann den Präsidenten heilen?. Kurzerzählung. Aus dem Englischen von Michael Bischoff. In: Frankfurter Allgemeine Zeitung, 18. Dezember 2012.